# Lucien De Roeck
Lucien De Roeck, né le 9 mars 1915 à Breda (Pays-Bas) et mort le 5 mars 2002 à Ixelles (région de Bruxelles-Capitale), est un graphiste, typographe, affichiste, auteur de bande dessinée et enseignant belge particulièrement connu pour avoir créé le logotype de l'exposition universelle de 1958 qui sera à l'origine du style atome.

## Biographie

### Jeunesse et formation
Lucien Theodore De Roeck naît le 9 mars 1915 à Breda,,. Il est le fils Jozef Petrus De Roeck et Marie Hofman. À l'âge de cinq ans, sa famille emménage à Ixelles. Dès son plus jeune âge, De Roeck aime dessiner. À l'école primaire — École communale no 11 d'Ixelles —, son institutrice lui demande de dessiner à sa place. Ensuite, il est élève à l'institut Cardinal Mercier à Schaerbeek de 1930 à 1932. Après avoir suivi des cours de dessin à l'Académie d'Ixelles, il s'inscrit en 1932, à peine âgé de 17 ans, à l'Institut supérieur des arts décoratifs de Bruxelles (La Cambre), dans la section Publicité et Étalage jusqu'en 1935. Il y suit l'enseignement de l'architecte visionnaire Henry Van de Velde qui l'influencera durablement ainsi que de Joris Minne. Toujours étudiant, il gagne un concours organisé par le bourgmestre d'Anvers Camille Huysmans pour concevoir une affiche promotionnelle pour la ville en 1935. L'année suivante, il remporte un autre concours ayant pour sujet la malle Ostende-Douvres.

### Enseignement
En 1942, il accepte une charge de cours de l'atelier de typographie de l'ISAD. Il y professera pendant près de quarante ans, enseignant également au pavillon Saint-Luc à Anvers ou à la Haute école provinciale de Saint-Ghislain. À la libération, il prend part au redéploiement de la presse libre et réalise différentes maquettes pour le Journal du Palais des beaux-arts, pour La Lanterne, La Cité, Le Phare ou Le Quotidien. Il illustre également la rubrique théâtre du journal Pan,.

### Auteur de bande dessinée
En 1950, De Roeck travaille pour le journal flamand Het Nieuws van den Dag (nl). Au départ de Marc Sleen du journal De Nieuwe Gids (nl) pour Het Volk en 1950, les éditeurs de Het Nieuws van den Dag cherchent rapidement une bande dessinée de remplacement. Ils trouvent deux artistes désireux de créer une série d'aventures humoristiques, Lucien De Roeck et Raf Van Dijck. Sous le pseudonyme de Luc Droek, De Roeck crée la série de bande dessinée De Strijd om het Uranium [« Le Combat pour l'uranium »] (1950), scénarisée par Gaston Durnez, ancien collaborateur de Marc Sleen. Publié dans Het Nieuws van den Dag du 23 mars au 8 juin 1950, De Strijd om het Uranium met en vedette le professeur distrait Klawieter et ses amis, qui se rendent au Congo belge pour trouver de l'uranium. L'histoire fait quelques clins d'œil aux problèmes politiques de l'époque, comme la crise de la question royale qui a divisé la Belgique d'après-guerre. Comme on peut s'y attendre de la part d'un journal catholique de cette époque, il contient également de nombreuses blagues aux dépens de tous les autres partis politiques belges. Ni la bande dessinée Kwik en Filidoor de Van Dijck, ni Klawieter de De Roeck ne séduisent vraiment les lecteurs. Les deux artistes sont remplacés par le dessinateur de bande dessinée plus expérimenté Bob de Moor, qui dessine la série politique satirique De Nieuwe Avonturen van Tijl Uilenspiegel (1950-1951).
Lucien De Roeck aurait dessiné une bande dessinée intitulée Gibou, influencée par Jijé. On ne sait cependant pas si cette bande a été achevée ou publiée. En dehors de ces séries, De Roeck n'a créé aucune autre bande dessinée.

### Style atome
En 1954, parmi 110 projets rentrés, il est retenu pour l’emblème et l'affiche de l'Exposition universelle de Bruxelles de 1958. De grands noms étaient pourtant en lice : Jacques Richez, Michel Olyff ou encore Mark Severin. Dans la foulée, il crée le label Expo 58 moins officiel et plus accrocheur, il fera date. Par son travail et sa rigueur, il influence de nombreux auteurs de bande dessinée comme Jijé avec qui il avait fait ses études ou Franquin. Lucien De Roeck signera ainsi des couvertures pour Modeste et Pompon et prend part à l'illustration du journal Tintin. Il eut pour élève, Pierre Alechinsky et Jean-Michel Folon. Ses talents d'illustrateur furent salués par Hergé, par Edgar P. Jacobs,.

### Autres activités
Il sera membre de l'association typographique internationale (ATypI) de 1969 à 1970. Il tient le rôle de Monsieur Hubert dans le court métrage La Mer amour d'Isabelle Willems en 1986.

### Mort
Il meurt le 5 mars 2002 à Ixelles, à l'âge de 86 ans,,.

### Fonds Lucien De Roeck
À sa mort, le fonds Lucien De Roeck est créé pour rassembler ses carnets de croquis, ses plans, ses affiches, son courrier ainsi qu'une multitude de photographies et de souvenirs retraçant son parcours,.

### Vie privée
Il a vécu à Ixelles de 1919 à sa mort. Il se marie le 8 mars 1941 avec Adrienne van Emden. Le couple aura deux enfants Anne et Michel. Il avait trois petits-fils : Olivier qui deviendra marin, Jean-Michel et Denis Meyers , tous deux graphistes.

## Œuvre

### Expositions
- Rétrospective à l'Atomium en avril 2008[12] ;
- Exposition à l'Espace Architecture de la Cambre, Place Flagey en décembre 2008[13] ;
- Lucien De Roeck, maison de la culture de Tournai, du 9 avril au 5 juin 2011[11] ;
- Exposition au Musée d'Ixelles pour le centenaire de sa naissance, en 2015[14].

### Collections publiques
2 œuvres de cet artiste sont conservées au Centre de la gravure et de l'image imprimée à La Louvière.

## Distinctions
- 1960 :  Chevalier de l'ordre de Léopold II[5],[6]
- 1966 :  Chevalier de l'ordre de Léopold[5],[6].

#### Livres
- Daniel Couvreur, Michel Olyff et Karl Scheerlinck, Lucien De Roeck, Gand, Borgerhoff & Lamberigts, 2008, 158 p., ill. ; 28 cm (ISBN 9789089310262 et 9089310266, OCLC 743046241, présentation en ligne)
- (fr + nl) Anne Carre, Hugo Puttaert et Karl Scheerlinck, Lucien De Roeck, De l'affiche à la lettre, Bruxelles ; Tielt, Éditions Racine ; Lannoo, février 2015, 111 p., ill. ; 27 cm (ISBN 9782873869199 et 2873869194, OCLC 897052744, présentation en ligne)Catalogue de l'exposition au Musée d'Ixelles du 26 février au 31 mai 2015.
- Lucien De Roeck, Recherches, Bruxelles, Blow Book, no 8, 2021, 224 p..

#### Articles
- Danièle Gillemon, « Lucien De Roeck, un style au pied de la lettre : En hommage souriant et reconnaissant de ses pairs graphistes, une exposition à la Wittockiana », Le Soir,‎ 17 janvier 1998 (lire en ligne , consulté le 11 décembre 2024).
- Aurore Vaucelle, « Lucien De Roeck », La Libre Belgique,‎ 22 avril 2008 (lire en ligne , consulté le 11 décembre 2024).
- Regard Aurore Vaucelle, « L'homme au profil de star », La Libre Belgique,‎ 11 décembre 2008 (lire en ligne , consulté le 11 décembre 2024).
- « Lucien De Roeck, "expo 58" », Musiq3,‎ 10 mars 2015 (lire en ligne, consulté le 11 décembre 2024).

### Émissions de télévision
- Portraits : Lucien De Roeck, Jean-Michel Meyers et Murielle Blondeau 05/04/11, émission Plein la vue, présentée par Dominique Rombaut sur Notélé, intervenants : Mu Blondeau et Jean-Michel Meyers (13 min 27 s), 5 avril 2011.

### Vidéographie
- [vidéo] Lucien De Roeck sur Dailymotion
- [vidéo] Lucien De Roeck - La-mer-Amour sur Vimeo, court métrage d'Isabelle Willems, 1986.